# دنيا مسعود
دنيا مسعود مغنية وممثلة مصرية من مواليد الإسكندرية ولدت في 2 مايو 1979م، وتقيم في باريس.

## حياتها
درست دنيا المسرح في جامعة مصر بالاسكندرية، ظهرت أول مرة على مسرح الأوبرا كمغنية سنة 2001 مع فرقة شرقيات بعدها أسست فرقة خاصة أطلقت عليها اسم (فيونكات دنيا) بمصاحبة آلة الإيقاع وآلة الكولة، ومن أغانيها (بتناديني تاني ليه) و (ع اللي إتغرب) و (روق الأناني) و (نعناع الجنينة) و (ببيع ياسمين) و (مش عيب عليكي)، وكانت بدايتها مع التمثيل سنة 2001 في فيلم (خلي الدماغ صاحي)، و أيضاً من أبرزها جعلتني مجرما، أهل كايرو.
بالإضافة إلى موسيقاها، انضمت مسعود إلى فرقة الورشة المسرحية. تعتبر الموسيقى شكلا فنيا مشابها للفنون المسرحية. وقد تم مقارنة حضورها المرحلة إلى أن من سعاد حسني. لعبت مسعود دور البطولة في العديد من الأفلام والمسلسلات التلفزيونية في مصر والسويد باللغتين العربية والإنجليزية. تشمل أدوارها الأفلام غالتني موغريمن (2006), في شقة هليوبوليس (2007) و جنينت الأسماك (2008).
أصدرت مسعود ألبوما محدودا في عام 2009, محمد مصر, وأغنيتها الأكثر شعبية "بيتناديني تاني ليه" تتساءل لماذا يتصل بها صديقها القديم منذ أن وجدت حبيبا جديدا. قامت بجولة في أداء الموسيقى في أفريقيا, أوروبا, وآسيا, العزف على الآلات التقليدية وكذلك الغناء.
تزوجت عام 2011 وتواصلت عروضها الغنائية في باريس التي تقيم فيها حالياً. من أول أغانيها نعناع الجنينة مع محمد منير.

## أعمالها
- اللون الأزرق، فيلم قصير 2011
- مات نام "سبوبة مصرية"، رسوم متحركة 2011
- أهل كايرو، مسلسل 2010
- مجنون ليلي [حكايات بنعيشها]، مسلسل 2009
- العيادة ج2، سيت كوم 2009
- جنينة الأسماك، فيلم 2008
- شريف و نص ج1
- العيادة ج1، سيت كوم 2008
- في شقة مصر الجديدة، فيلم 2007
- حنان وحنين، مسلسل 2007
- جعلتني مجرماً، فيلم 2006
- حارة العوانس، مسلسل 2006
- أفيش و تشبيه، مسلسل 2006
- قلب حبيبة، مسلسل 2005
- عيش أيامك، مسلسل 2004
- عربي تعريفه، فيلم 2003
- خلي الدماغ صاحي، فيلم 2001
- اتنين تحت الصفر، مسلسل
- مصرع فرخة، فيلم قصير

## وصلات خارجية
- دنيا مسعود على موقع IMDb (الإنجليزية)
- دنيا مسعود على موقع الدهليز
- دنيا مسعود على موقع قاعدة بيانات الأفلام العربية
- دنيا مسعود على موقع ألو سيني (الفرنسية)